# 9204 Mörike
9204 Mörike è un asteroide della fascia principale. Scoperto nel 1994, presenta un'orbita caratterizzata da un semiasse maggiore pari a 2,3319763 au e da un'eccentricità di 0,0636547, inclinata di 6,12164° rispetto all'eclittica.
L'asteroide è dedicato allo scrittore tedesco Eduard Mörike.